# Diözesanbibliothek Speyer
Die Diözesanbibliothek Speyer, also die Bibliothek des katholischen Bistums Speyer, ist die Bibliothek des Bischöflichen Priesterseminars St. German, Speyer. Sie verfügt (2010) über circa 200.000 Bände und Medien, hält über 300 Zeitschriften und ist im Süden vom Speyer beim Priesterseminar, Am Germansberg 60, gelegen. Die Bibliothek ist öffentlich zugänglich.

## Geschichte
Die Bibliothek wurde erst nach der Neugründung der Diözese Speyer 1817 aufgebaut.
Die unmittelbare Vorgängerbibliothek, die von Bischof Damian Hugo Philipp von Schönborn gegründete Bibliothek des Priesterseminars Bruchsal, war 1804 im Zuge der Säkularisation in den Besitz des badischen Staates übergegangen.
Zu den ältesten Beständen gehört ein Geschenk des bayerischen Königs Max I. Joseph von 1825 eine Sammlung von fünfunddreißig Chorbüchern aus dem Mainzer Domschatz sowie einige Inkunabeln und zahlreiche Drucke des 16. Jahrhunderts.

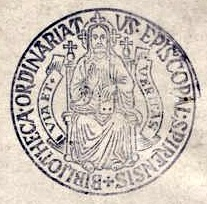
Stempel der Ordinariatsbibliothek des Bistums Speyer, um 1860. Sie ging später in der heutigen Diözesanbibliothek auf

Der mit der Neugründung des Priesterseminars 1827 entstandene erhöhte Bücherbedarf wurde zunächst nur durch Schenkungen gedeckt. Bedeutende Spender waren Johann Friedrich Heinrich Schlosser (1780–1851; konvertierte 1814 zum katholischen Glauben); Damian Hugo Philipp Graf von und zu Lehrbach (1738–1815; bis 1773 Jesuit, Wohltäter der Speyerer Domkirche); Franz Xaver Remling (1803–1873; Domkapitular, Geschichtsschreiber der Speyerer Bischöfe und des Bistums); Johannes Weber (1879–1916; Priester des Bistums Speyer, zuletzt Pfarrer in Billigheim); Ludwig Andreas Laforet (Regens am Priesterseminar von 1855 bis 1879, ab 1858 Domkapitular) und Philipp Dhom (Regens am Priesterseminar Speyer von 1879 bis 1886, ab 1870 Domkapitular). Bücherspenden und Nachlässe waren lange Zeit Grundlage für die Erweiterung der Bestände. Erst Mitte des 20. Jahrhunderts stand auch ein Ankaufetat für die planmäßige Erweiterung der Bestände zur Verfügung.
1956, als die Bibliothek ein eigenes Gebäude im Neubau des Priesterseminars Am Germannsberg bezog, verfügte sie über 25.000 Bände. Dem stetigen Zuwachs wurde 1975 mit einem Erweiterungsbau Rechnung getragen. Zu diesem Zeitpunkt war der Bestand auf 57.000 Bände angewachsen. Der mit Kompaktanlagen ausgestattete Erweiterungsbau nahm auch die Bibliothek von Maria Rosenberg auf, wo das Priesterseminar von 1933 bis 1941 untergebracht war, sowie die Handbibliothek des Bischöflichen Ordinariats.

## Besondere Bestände
Älteste Inkunabel ist Thomas von Aquins Scriptum super quarto libro sententarium gedruckt 1491 in Venedig. Insgesamt verfügt die Bibliothek über 21 Inkunabeln.
Ein besonderes Werk ist eines der nur fünf weltweit erhaltenen Exemplare des ältesten pfälzischen Gesangbuches, das 1599 in Köln gedruckte „Alte Catholische Geistliche Kirchengeseng auff die fürnemste Feste“. Das Gesangbuch enthält auf 490 Seiten insgesamt 159 Kirchengesänge, darunter auch das bekannte Lied „Es ist ein Ros' entsprungen“, das in diesem Gesangbuch zum ersten Mal überhaupt erscheint.
Im Jahr 2000 erhielt die Diözesanbibliothek die über vierhundert Bände umfassende Faksimile-Sammlung aus dem Nachlass des Kölner Theologen, Altphilologen und Germanisten Johannes Rathofer (1925–1998), heute als Sammlung Rathofer bezeichnet.